# Рюкю
Острова́ Рюкю́ (рюкюский: Ruucuu, Ручу, японский: 琉球諸島, Рю: кю: сёто:), Ликейские острова, Лиу-Киу, Риу-Киу, Люцю — группа островов в Восточно-Китайском море, принадлежащих Японии и расположенных к юго-западу от неё. Архипелаг простирается на 1200 км от острова Кюсю до Тайваня.

## География
Архипелаг определяют по-разному. Во-первых, как пять групп островов, также обозначаемых Нансэй: Осуми, Токара, Амами, Окинава, Сакисима. Из 98 островов, которые входят в состав архипелага Рюкю, населены лишь около половины (47). Общая площадь островов составляет 4,7 тысяч км². Более крупные острова как правило холмистые или гористые и имеют вулканическое происхождение. Более мелкие острова в отличие от них плоские и возникли из кораллов. В северной части архипелага множество вулканов ещё активны; последнее крупное извержение произошло в 1991 году. К востоку от островов Рюкю в Тихом океане расположена глубоководная впадина Рюкю глубиной 7507 м.
Согласно другой классификации, к Рюкю относятся только средние и юго-западные звенья островной дуги (55 островов площадью 2,4 тыс. км²). В таком случае не включаются острова Осуми, Токара, Амами (острова Сацунан префектуры Кагосима). С 2011 года японские власти также не включают острова Дайто.

### Климат
На островах Рюкю, расположенных примерно между 24° и 30° северной широты, господствует субтропический и влажный климат с средними годовыми температурами около 21 °C. Зимы на Рюкю очень умеренные.

## История
Корни рюкюской культуры уходят в I тысячелетие до н. э. Примерно в 1200 году произошло объединение различных феодалов, а 200 лет спустя было основано государство Рюкю. Династия Сё формально просуществовала до 1879 года. До этого государство находилось под влиянием Китая и с 1609 года — Японии. В 1874 году на острове Формоза (Тайвань) между Китаем и Японией был заключён мирный договор, по итогам которого право обладания Рюкю закреплялось за Японией; в историю это событие вошло под названием Тайваньский поход. В 1879 году японцами после упразднения королевства была создана префектура Окинава, а в отношении населения островов Рюкю начала проводиться политика ассимиляции. Во Второй мировой войне остров Окинава был местом единственного крупного наземного сражения на японской территории между японскими и американскими армиями. До 1972 года острова были де-юре и де-факто под американским управлением (сначала военным, а потом гражданским), пока весь архипелаг не перешёл под японское управление.
До сегодняшнего дня отношение населения Рюкю к оккупации США, содержащих на островах военные базы, а также к японской метрополии, является неоднозначным.
5 декабря 2022 правительство Японии объявило о намерении увеличить численность подразделений японских войск, оснащенных системами противоракетной обороны на островах Рюкю (с четырёх в 2022 году до 11 к 2031 году).

## Население
На островах проживает 1,5 миллиона человек, из них почти 90 % на наиболее крупном острове Окинава. На нём же находится и город Наха, столица и экономический центр островов Рюкю, а также город трёх университетов. Большинство жителей Рюкю — рюкюсцы, родственная японцам, но особая народность. Существуют также китайские, индонезийские и японские меньшинства.

### Язык
Рюкюсцы говорят на языках рюкюской группы, родственных японскому языку, но взаимно непонятных с японским. Островные наречия остаются языком фольклора и бытового общения, однако на протяжении многих десятилетий вытеснялись принудительной ассимиляцией, в частности через школьное образование, где используется исключительно японский.
Ввиду удалённости островов друг от друга ярко выражено диалектное членение: кроме широко распространённого «окинавского» языка амами-окинавской группы учина: гути имеется от трёх до пяти частично взаимопонимаемых языков (диалектов).

## Административное деление
Главные островные подгруппы:
- Префектура Кагосима
  - Острова Амами: Осима, Кикайгасима, Какеромадзима, Йоросима, Укесима, Токуносима, Окиноэрабудзима, Йорондзима.
  - Острова Токара: Гадзя, Наканосима, Суваносе, Акусеки, Котарадзима, Такара, Йокоате.
- Префектура Окинава
  - Окинавские острова: Окинава, Куме, Ихея, Идзена, Агуни, Иэ.
    - Острова Керама: Токасикидзима, Дзамамидзима, Акадзима, Герумадзима.
    - Острова Дайто: Кита-дайто, Минами-дайто, Оки-дайто.

  - Острова Сакисима.
    - Острова Мияко: Мияко, Икэма, Огами, Ирабу, Симодзи, Курима, Наканобанарэ, Футэива, Минна, Тарама.
    - Острова Яэяма: Ириомоте, Исигаки, Дайтибанари, Мадзипанари, Кабираванку, Хирапанари, Такэтоми, Кохама, Утипанари, Сотопанари, Куросима, Наканоками, Арагусуку, Хатома, Каяма, Камидзи, Симодзи, Юбу, Акапанари, Убанари, Хатопанари, Хатерума, Йонагуни.
    - Острова Сэнкаку: Уоцурисима, Тайсёто, Кубасима, Китакодзима, Минамикодзима, Оки-но-Китаива, Оки-но-Минамиива, Тобисэ.

## Экономика
В сельском хозяйстве островов Рюкю доминируют выращивание бататов, сахарного тростника и тропических фруктов, прежде всего ананасов. Помимо этого экспортируются текстильные изделия и предметы прикладного искусства. Второй по значению отраслью после сельского хозяйства является рыболовство. В последнее время на Окинаве всё большее значение приобретает туризм.

## Палеогенетика
У образца SRH 12 (24 558 — 23 997 лет до н. в.) из пещеры Сирахо-Саонэтабару на острове Исигаки определили митохондриальную гаплогруппу B4e, у образца SRH 13 (25 521 — 24 558 лет до н. в.) определили митохондриальную гаплогруппу P. У образцов SRH 188 (4574 — 4452 лет до н. в.), SRH 242 (20000 лет до н. в.) и SRH 292 бедренная кость (16 000 — 9000 лет до н. в.) определили митохондриальную гаплогруппу M7a.

## Острова Рюкю в русской литературе
В книге русского писателя и путешественника Ивана Александровича Гончарова «Фрегат Паллада» рассказывается о пребывании его в 1854 году на Ликейских островах (о-ва Рюкю), очень колоритно описаны климат, местность и жители. Ранее русские путешественники не часто бывали на островах Рюкю. Это первое описание их в русской литературе.